# Diplotaxis gracilis
Diplotaxis gracilis là một loài thực vật có hoa trong họ Cải. Loài này được (Webb) O.E.Schulz mô tả khoa học đầu tiên năm 1916.